# Nephodia pectinata
Nephodia pectinata är en fjärilsart som beskrevs av William Schaus 1912. Nephodia pectinata ingår i släktet Nephodia och familjen mätare. Inga underarter finns listade i Catalogue of Life.